# 黙示録3174年
『黙示録3174年』（もくしろく3174ねん。原題：A Canticle for Leibowitz）は、ウォルター・M・ミラー・ジュニアのSF小説である。1959年作・刊（1960年刊とも）。1961年ヒューゴー賞受賞作。日本語縦組みでは『黙示録三一七四年』と表記される。
ファンタジイ・アンド・サイエンス・フィクション誌に発表された連作短編を長編化したもので、全3部の連作中編とも取れる形式である。ミラーの存命中に発表された唯一の長編でもある。

## 内容
冷戦時代初期の小説で、全面核戦争による文明崩壊後の世界を描いており、終末もののサブジャンルのアフターホロコーストものに分類される。長い年月をかけて再興した文明が再び核戦争を起こすという循環史観・運命論を扱っており、いくばくかの希望はあるものの全体としては諦観的である。
ミラーがアメリカでは少数派のカトリック教徒であることを反映し、カトリック教会が物語の中心にある。世俗の権力や価値観との対立が1つのテーマとなっていて、対比のためか、教会は理想化され、世俗的な堕落とは無縁のものとして描かれている。また、当時の核戦争に関する世相が反映されている。
カトリックの描写に絡んで、ラテン語の句が頻出する。邦訳ではラテン語の句は日本語で（ただし片仮名で）書かれている。

## あらすじ

### 舞台設定
20世紀、全面核戦争『火焔異変 (Flame Deluge)』が勃発した。さらに、それに続いて核兵器、ひいては科学技術全般を憎む生存者たち『単純者 (Simpletons)』による暴動『単純化運動 (Simplification)』が勃発、知識人は殺され文明は破壊された。ついには読み書きができる者さえ殺され、あらゆる書物が焼かれるまでになった。
戦前は軍需産業で働く電子技師だったユダヤ人アイザック・エドワード・リーボウィッツは、『単純化運動』から逃れてカトリック教会へ逃げ込み、改宗して聖職に就いた。彼は教皇より密命を受け、ユタ州付近の砂漠にリーボウィッツ修道院 (Leibowitz Abbey) を創始し、人類の知識を単純者から隠して密かに保存するプロジェクトを開始した。
なお、ローマが破壊されたため、バチカンは北米大陸のどこかのニュー・ローマ (New Rome) に移転して来ている。

### 第I部『人アレ』(Fiat Homo)
26世紀。リーボウィッツが残した『大記録 (Memorabilia)』は、宝物のように扱われていたものの、もはや誰にも意味がわからないまま中世の写本のように書き写されるだけとなっていた。
ユタ出身の修行僧フランシス・ジェラードは、砂漠での断食修行中に、奇妙な老人に出会った（似た老人が、数百年後の第II部・第III部にも、同一人物であるかのように登場する）。そして彼のおかげで核シェルターの遺跡を見つけ、そこでリーボウィッツの聖遺物を発見する。
フランシスの話には尾ひれが付き、この老人がリーボウィッツその人であるという噂まで流れた。安易な奇跡の噂を嫌った修道院長により彼は冷遇されるが、数年後、この発見がきっかけでリーボウィッツが聖人に列せられる見込みが出てくると赦され、聖遺物の青写真を複写するようになった。
ニュー・ローマに青写真を納めに行く旅の途中、フランシスは生涯を費やして作った華麗な写本を盗賊に奪われるが、みすぼらしい原本は見逃された。法王はそれを原本を救った聖挙とみなしてフランシスを賞賛する。
が、その旅の帰り、彼は写本を奪った盗賊に殺された。

### 第II部『光アレ』(Fiat Lux)

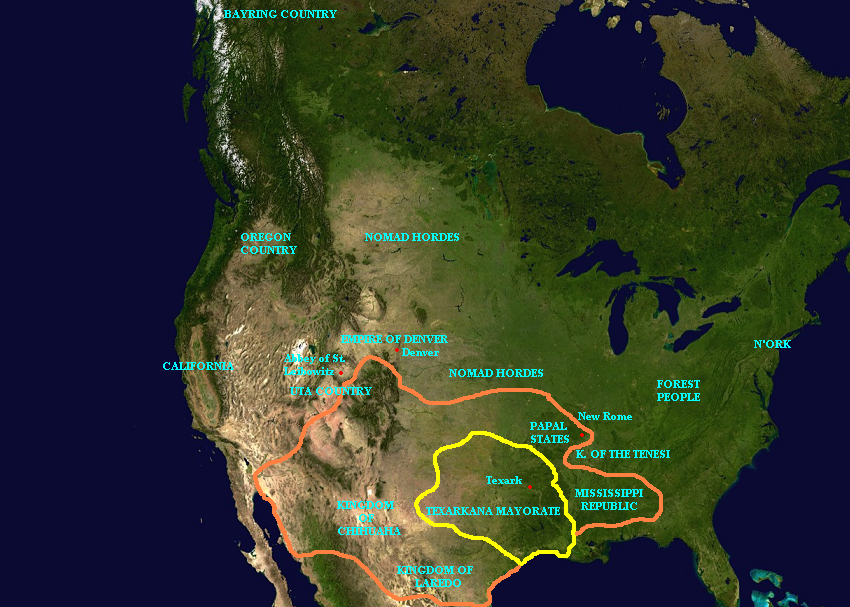
黄色の枠線が3174年のテクサーカナの版図。オレンジの枠線が約80年後（3254年頃）の、テクサーカナが拡大したテクサーク (Texark)の版図。

3174年。暗黒時代は終わり、科学文明の兆しが現れていた。
専制軍事国家テクサーカナ (Texarkana) の王族で稀代の天才科学者タデオ・ファーデントロット博士は、リーボウィッツ修道院の『大記録』の噂を聞き、半信半疑ながらも調査に訪れた。
『大記録』を解読し古代の知識に触れた彼は感動する。しかし同時に、自分のこれまでの研究が単なる再発見に過ぎないことに気づき落胆し、『大記録』を秘密にしていたことで修道院長を責めた。その一方で、博士に同行する軍人たちは修道院を砦として接収するための下調べを進めていた。修道院長は博士の地位を利用して修道院の安全を保証してくれるよう願うが、博士は自分には何もできないという。
テクサカーナは大陸統一のための大戦争を始め、教会とも対立する。修道院長と博士は、つまり宗教と科学は、言葉では共通の敵権力に対する協力を謳いつつ、理解し合えないまま別れていった。

### 第III部『汝ガ意志ノママニ』(Fiat Voluntas Tua)
3781年。文明はかつての水準以上にまで回復し、ついに恒星間移民までが達成された。『火焔異変』の教訓から戦争は国際法により厳しく管理されていたが、ついに大西洋同盟（かつてのテクサーカナ）とアジア連邦の間で戦争が勃発し、ルシファー（核兵器）が使われた。
ニュー・バチカンは、『群ノオモムクトコロ (Quo Peregrinatur Grex)』計画を実行に移した。ケンタウルス座アルファの植民地に『大記録』のコピーと聖職者の一団を載せた星船を送り、地球が滅んだ時には彼らが教会を継ぐことになる。
リーボウィッツ修道院長ジョン・ジェスラー・ザーチは、修道院で避難民の支援に努めるが、助かる見込みのない被爆者に対する安楽死の是非をめぐって、苦痛が唯一の悪であるとする医師と対立する。
ついに核戦争が勃発、修道院も被災した。ザーチ院長は修道院の倒壊に巻き込まれ、重傷を負って苦痛に耐えながら死んでいったが、死ぬ直前に奇跡を、復活の前兆を目にしたと信じる。
そして星船に乗った聖職者たちは、立ちのぼるルシファーのキノコ雲を見て、「カクテコノ世ハ変ワリユク（Sic transit mundus）」と言い残し、星の世界へ、第二の出エジプト行へと旅立っていった。
そしてその後には、降りしきる死の灰と、死だけが残された。

## 続編
絶筆となった続編 Saint Leibowitz and the Wild Horse Woman が、テリー・ビッスンの補筆により完成し、1997年に出版された。
第II部の約80年後（3254年頃）の、テクサーカナが拡大したテクサーク (Texark) を舞台としており、内容的には第II部の続編に当たる。

## 日本語翻訳書
- 『黙示録3174年』吉田誠一訳、創元SF文庫、1971年、ISBN 4488643019 ※解説：池澤夏樹